# Elecciones estatales de Malaca de 1964
Las elecciones estatales de Malaca de 1964 tuvieron lugar el 24 de abril del mencionado año con el objetivo de renovar los 20 escaños de la Asamblea Legislativa Estatal, que a su vez investiría a un Ministro Principal (Gobernador) para el período 1964-1969, a menos que se realizaran elecciones adelantadas en ese período. Al igual que todas las elecciones estatales malacanas, tuvieron lugar al mismo tiempo que las elecciones federales para el Dewan Rakyat de Malasia a nivel nacional.
Al igual que en casi todo el país, la Alianza gobernante obtuvo una resonante victoria con el 65.17% del voto popular y 18 de los 20 escaños, perdiendo dos con respecto a los anteriores comicios, en los que obtuvo todas las bancas. El Frente Socialista de los Pueblos Malayos (MPSF) obtuvo el 26.83% y los 2 escaños restantes, pero el Partido Popular, que fue el componente del frente que más candidatos presentó, no obtuvo escaños y las dos bancas obtenidas fueron a parar al Partido Laborista. La Alianza y el Frente Socialista fueron las únicas fuerzas que se disputaron todos los escaños. En el plano de los partidos minoritarios, el Partido Islámico Panmalayo obtuvo el 5.30% de los votos, y el Partido de Acción Popular el 2.61%, con un candidato independiente obteniendo 90 votos, que representaron el 0.09% restante, sin que ninguna otra fuerza consiguiera escaños. La participación fue del 84.27% del electorado registrado.
Con este resultado, el ministro Principal Ghafar Baba fue reelegido para un segundo mandato.

## Resultados
|  | 44.80 % |

|  | 65.00 % |

|  | 17.69 % |

|  | 20.00 % |

|  | 2.68 % |

|  | 5.00 % |

|  | 65.17 % |

|  | 90.00 % |

|  | 14.02 % |

|  | 0.00 % |

|  | 12.81 % |

|  | 10.00 % |

|  | 26.83 % |

|  | 10.00 % |

|  | 5.30 % |

|  | 0.00 % |

|  | 2.61 % |

|  | 0.00 % |

|  | 0.09 % |

|  | 0.00 % |

|  | 96.56 % |

|  | 3.44 % |

|  | 100.00 % |

|  | 84.27 % |